# Christoffersen Heights
Die Christoffersen Heights sind ein breiter und schneebedeckter Gebirgszug im westantarktischen Ellsworthland. Sie bilden den südlichzentralen Teil der Jones Mountains südwärts des Bonnabeau Dome und des Anderson Dome.
Kartiert wurden sie bei einer von der University of Minnesota von 1960 bis 1961 unternommenen Expedition zu den Jones Mountains. Das Advisory Committee on Antarctic Names benannte sie 1963 nach Leutnant Ernest H. Christoffersen von den Reservestreitkräften der United States Navy, Copilot einer mit Skikufen ausgerüsteten LC 47 Dakota für Flüge zwischen der Byrd-Station und der Eights-Küste im November 1961.